# Liu Yuxiang
Liu Yuxiang –en xinès, 劉玉香– (Hengyang, 11 d'octubre de 1975) és una esportista xinesa que va competir en judo.
Va participar en dos Jocs Olímpics d'Estiu els anys 2000 i 2004, obtenint una medalla de bronze en l'edició de Sydney 2000 en la categoria de –52 kg. Va guanyar una medalla al Campionat Mundial de Judo de 2001, i dues medalles al Campionat Asiàtic de Judo els anys 1999 i 2004.

## Palmarès internacional
| Jocs Olímpics     | Jocs Olímpics              | Jocs Olímpics | Jocs Olímpics |
| Any               | Lloc                       | Medalla       | Categoria     |
| ----------------- | -------------------------- | ------------- | ------------- |
| 2000              | Sydney ( Austràlia)        | 3             | –52 kg        |
| Campionat Mundial |                            |               |               |
| Any               | Lloc                       | Medalla       | Categoria     |
| 2001              | Múnic ( Alemanya)          | 3             | –52 kg        |
| Campionat Asiàtic |                            |               |               |
| Any               | Lloc                       | Medalla       | Categoria     |
| 1999              | Wenzhou ( R.P. de la Xina) | 2             | –52 kg        |
| 2004              | Almatý ( Kazakhstan)       | 1             | –57 kg        |